# Онуфрійчук Адріана Романівна
Адріана Романівна Онуфрійчук (нар. 21 липня 1959, смт Підволочиськ, Тернопільська область) — українська співачка, діячка культури. Заслужена артистка України (2006).

## Життєпис
Андріана Онуфрійчук народилася 21 липня 1959 року в смт Підволочиську, нині Підволочиської громади Тернопільського району Тернопільської области України.
Закінчила відділення народних інструментів (бандура) Тернопільського музичного училища (1978). Відтоді — в Тернопільській обласній філармонії: солістка-вокалістка вокально-інструментальних ансамблів «Дністер» (1978—1980), «Медобори» (1981—1983), симфо-джаз оркестру (2000—2003), від 2003 — артистка розмовного жанру, ведуча концертних програм. У 1984—2000 — солістка-вокалістка, бандуристка фольклорного гурту «Ватрівчани».
У репертуарі — пісні українських композиторів, народні пісні та інші вокальні твори.

## Нагороди і відзнаки
- заслужена артистка України (18 серпня 2006) — за значний особистий внесок у соціально-економічний, культурний розвиток Української держави, вагомі трудові досягнення та з нагоди 15-ї річниці незалежності України[1].
- почесна відзнака Міністерства культури і мистецтв України «За досягнення в розвитку культури і мистецтв» (2005).